# Hypolepis australis
Hypolepis australis là một loài dương xỉ trong họ Dennstaedtiaceae. Loài này được Wakef. mô tả khoa học đầu tiên năm 1955.
Danh pháp khoa học của loài này chưa được làm sáng tỏ. 